# Pavel Tsetlin
Pavel Mironovitsj Tsetlin (Russisch: Павел Миронович Цетлин; 1908 – Moskou, 1963) is een voormalig professioneel basketbalspeler en basketbalcoach. Hij werd meester in de sport van de Sovjet-Unie in 1947 en werd Geëerde Coach van de Sovjet-Unie in 1957.

## Carrière als speler
Tsetlin speelde zijn gehele carrière voor SKIF Moskou van 1935 t/m 1940.

## Carrière als coach
In de naoorlogse jaren werd Tsetlin coach van het nationale team van de Sovjet-Unie. Hij won in 1947 goud op de Europese kampioenschappen. Hij werd coach van Stroitel Moskou en in 1948 werd hij tweede met die club om het landskampioenschap van de Sovjet-Unie. In 1948 ging hij naar VVS MVO Moskou. Met die club werd hij derde om het landskampioenschap van de Sovjet-Unie.

## Erelijst coach
- Landskampioen Sovjet-Unie:
  - Tweede: 1948
  - Derde: 1949
- Europees Kampioenschap: 1
  - Goud: 1947